# IBM Displaywriter System
IBM Displaywriter System is een computer uit begin jaren 80 die specifiek gebruikt werd voor het maken van documenten. De mogelijkheid bestond om deze documenten af te drukken via de (meegeleverde) Daisy Wheel Printer of deze op te slaan op 8 inch floppy's.

## Gebruik
De Displaywriter werd doorgaans gebruikt binnen grote organisaties die zich aan het begin van de jaren 80 een computer konden veroorloven. Kleine bedrijven hadden toentertijd geen beschikking over een computer, dit gebeurde een aantal jaren later pas met de komst van de IBM PC. Voor zijn tijd was deze computer een relatief goedkope oplossing, omdat er geen computerterminal gebruikt werd; in plaats daarvan werden documenten uitsluitend lokaal op de floppy's opgeslagen.
Wanneer de Displaywriter opgestart werd, kon deze pas doorstarten als het opstartmedium in het station was gezet en het beveiligingsslot een kwartslag naar rechts was gedraaid (ter beveiliging). 
Bij het opstellen van een document waren de gebruikers in staat de tekst te centreren, onderstrepen en zelfs een spellingscontrole uit te voeren van zo'n 50.000 gebruikelijke woorden.

## Uitvoeringen
Het Displaywriter System kon in twee uitvoeringen gekocht of geleased worden.
- De basisconfiguratie met het Displaywriter System bestaande uit een monitor, toetsenbord, PC unit, floppy station en normale printer voor de prijs van $ 7.895 of een leaseprijs van $ 275 per maand.

- De grote configuratie met drie systemen die gezamenlijk een snellere printer deelden met een papierhouder voor de prijs van $ 26.185 of een leaseprijs van $ 845 per maand.

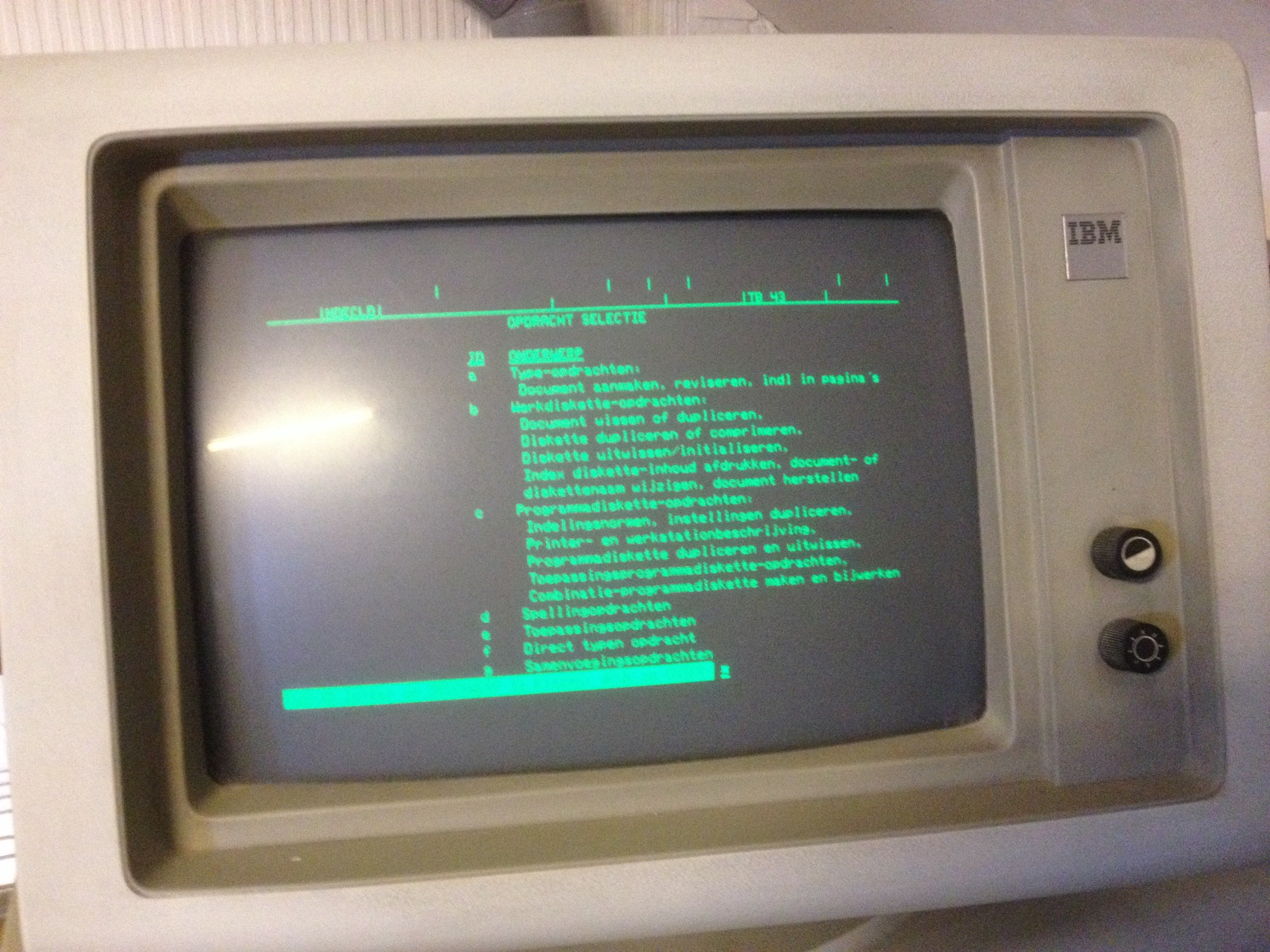

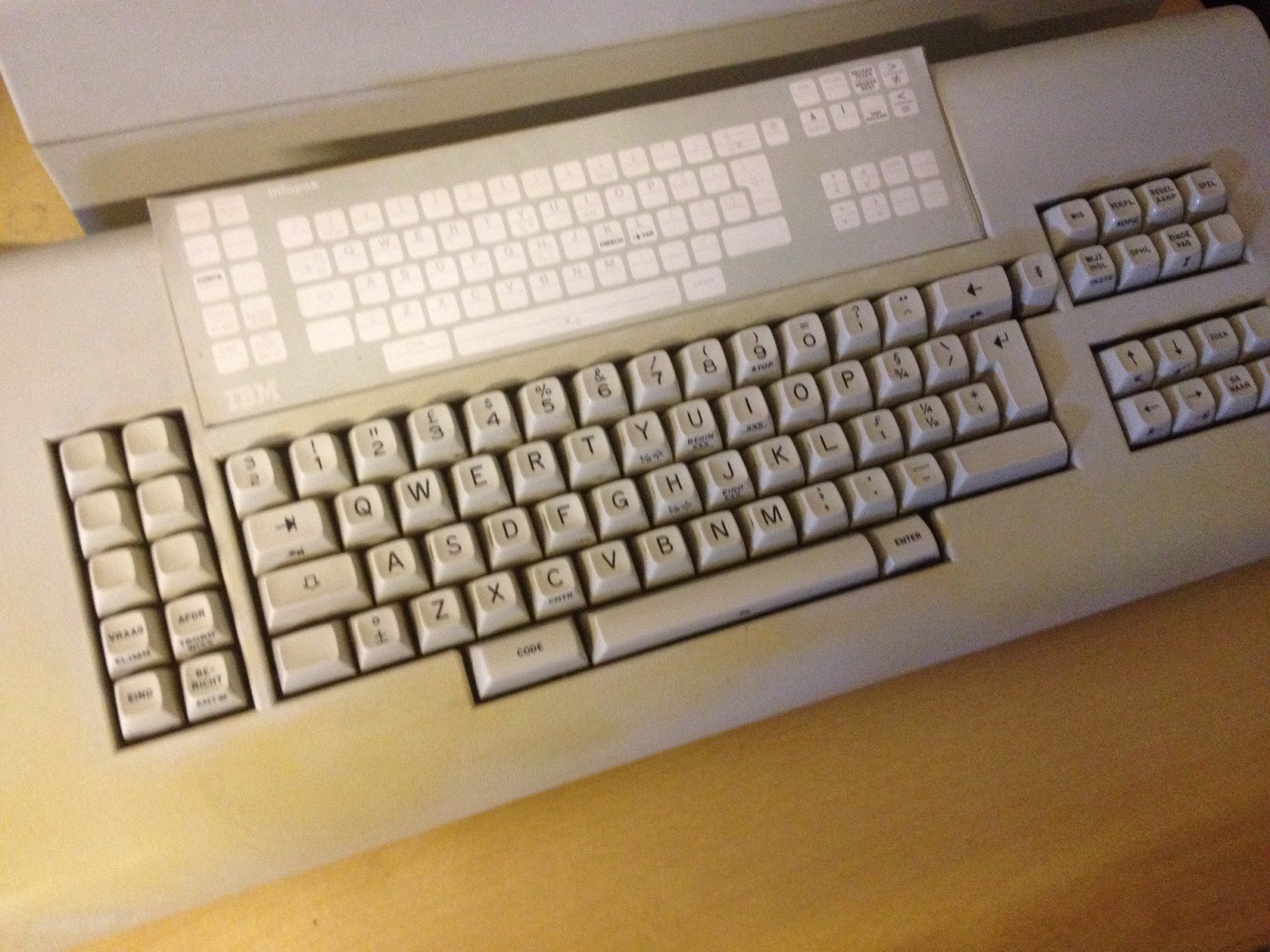

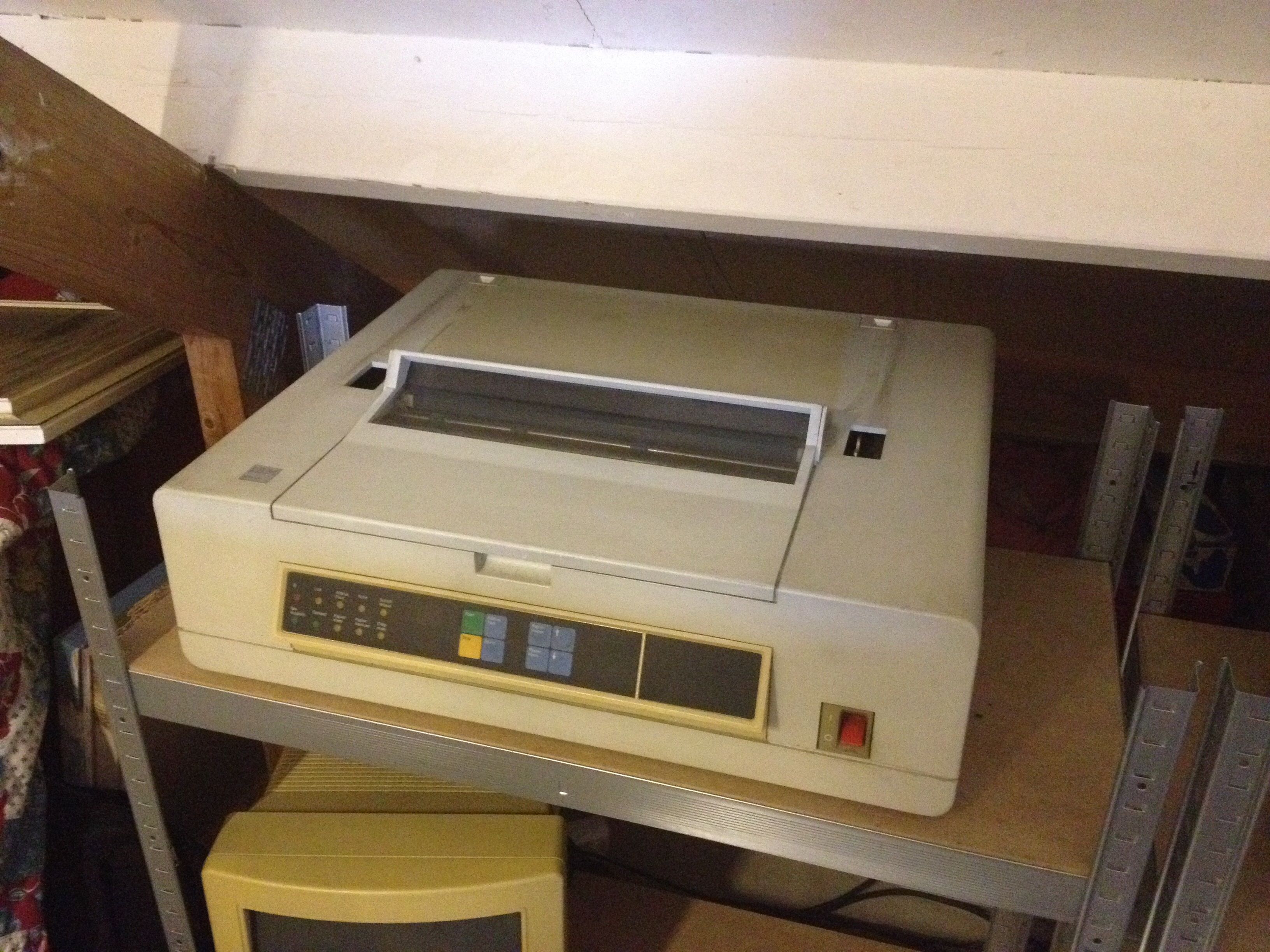